# KSEE
KSEE는 미국 플로리다주 프레즈노 지역방송으로, NBC 계열이다. 1953년 개국했다.

## 뉴스 제목
- Total News
- NewsCenter 24
- KSEE 24 Hour News (1994~2000)
- KSEE 24 News (2000~현재까지)